# 슬라브학
슬라브학(Slavistics)은 슬라브족, 언어, 문학, 역사 및 문화와 관련된 지역 연구 분야이다. 원래 슬라브주의자 또는 슬라브주의자는 주로 슬라브학을 연구하는 언어학자였다. 점점 더 많은 역사가, 사회과학자, 슬라브 문화와 사회를 연구하는 기타 인문주의자들이 이 기준표에 포함되었다.
북미에서는 슬라브어 연구가 러시아 연구가 지배적이다. 라이스 대학교의 슬라브학 교수인 이와 톰슨(Ewa Thompson)은 비러시아 슬라브학 연구의 상황을 "보이지 않고 침묵하는" 상황으로 묘사했다.

## 같이 보기
- 언어학자 목록